# Макарий Агатовулос
Макарий (на гръцки: Μακάριος, Макариос) е гръцки духовник, епископ на Вселенската патриаршия.

## Биография
Роден е в малоазийското смирненско градче Тира с фамилията Агатовулос (Αγαθόβουλος). Учи във Великата народна школа в Цариград. Служи в продължение на много години като архидякон на митрополит Кесарий Писидийски. През 1869 година се мести в Цариград и след това се опитва неуспешно да се запише в Халкинската семинария. Става учител в родния си град (1869 – 1870).
На 2 май 1870 година в патриаршеската катедрала „Свети Георги“ в Цариград е ръкоположен за лернийски епископ. Ръкополагането е извършено от митрополит Агатангел Драмски в съслужение с бившия неокесарийски митрополит Йеротей и Григорий Касандрийски. На 7 март 1875 година е уволнен.
На 16 септември 1885 година е избран на епископския престол в Правища. Подава оставка през октомври 1888 година.
Умира в предградието на Цариград Хаскьой на 14 април 1910 година.